# Nemotelus proboscideus
Nemotelus proboscideus är en tvåvingeart som beskrevs av Friedrich Hermann Loew 1846. Nemotelus proboscideus ingår i släktet Nemotelus och familjen vapenflugor. Inga underarter finns listade i Catalogue of Life.